# 7174 Семуа
7174 Семуа (7174 Semois) — астероїд головного поясу, відкритий 18 вересня 1988 року.
Тіссеранів параметр щодо Юпітера — 2,985.